# Louis Voinot
Pour les articles homonymes, voir Voinot.
Louis Voinot (Lyon 3e, 4 décembre 1869 - Nice, 20 juillet 1960) est un officier, explorateur et cartographe français.

## Biographie
Lieutenant dans la compagnie saharienne du Tidikelt, il explore en 1907 le bassin de l'Igharghar et dresse la première carte détaillée du Tidikelt. Il étudie aussi l'histoire, l'ethnographie, le commerce et la vie sociale des habitants qu'il évalue à neuf mille. En 1911, il est de nouveau chargé d'une mission dans le Sud du Maroc à partir du Tidikelt. Il parvient ainsi à relier, en passant par la vallée de la Moulouya, l'oasis de Taourirt à Debdou.

## Travaux
- Opérations dans les oasis sahariennes et emploi des obus allongés, 1903
- Le Tidikelt, Bulletin de la Société de géographie d'Oran, 1909
- De Taourirt à la Moulouya et Debdou, La Géographie, 1912, p. 21-33
- Oudjda et l’Amalat (Maroc), Oran : chez L. Fouqué, 1912
- Sur les traces glorieuses des pacificateurs du Maroc, 1939
- Pèlerinages judéomusulmans du Maroc, 1948

## Distinctions
- Chevalier (29 décembre 1900), officier (12 juillet 1917) puis commandeur de la Légion d'honneur (29 octobre 1927)[2].